# Cindy Sember
Cynthia Ofili-Sember, detta Cindy (Ypsilanti, 5 agosto 1994), è un'ostacolista britannica, quarta ai Giochi olimpici di Rio de Janeiro 2016 nei 100 metri ostacoli.
È la sorella minore di Tiffany Porter, atleta anch'essa specializzata negli ostacoli alti.

## Progressione

### 60 metri ostacoli indoor
| Stagione | Tempo | Luogo       | Data      | Rank. Mond. |
| -------- | ----- | ----------- | --------- | ----------- |
| 2017     | 7"96  | Karlsruhe   | 4-2-2017  | 15ª         |
| 2016     | 7"89  | Birmingham  | 12-3-2016 | 7ª          |
| 2015     | 8"10  | Ann Arbor   | 21-2-2015 | 37ª         |
| 2015     | 8"10  | South Bend  | 7-2-2015  | 37ª         |
| 2014     | 8"07  | Albuquerque | 15-3-2014 | 28ª         |
| 2013     | 8"22  | Geneva      | 23-2-2013 | 74ª         |

### 100 metri ostacoli
| Stagione | Tempo | Luogo          | Data      | Rank. Mond. |
| -------- | ----- | -------------- | --------- | ----------- |
| 2017     | 12"92 | Des Moines     | 29-4-2017 | 41ª         |
| 2016     | 12"63 | Rio de Janeiro | 17-8-2016 | 9ª          |
| 2015     | 12"60 | Eugene         | 13-6-2015 | 11ª         |
| 2014     | 12"93 | West Lafayette | 18-5-2014 | 39ª         |
| 2013     | 13"34 | Raleigh        | 30-3-2013 | 144ª        |

## Palmarès
| Anno                                  | Manifestazione          | Sede           | Evento   | Risultato  | Prestazione | Note                                     |
| ------------------------------------- | ----------------------- | -------------- | -------- | ---------- | ----------- | ---------------------------------------- |
| In rappresentanza della Gran Bretagna |                         |                |          |            |             |                                          |
| 2015                                  | Mondiali                | Pechino        | 100 m hs | Semifinale | 12"91       |                                          |
| 2016                                  | Giochi olimpici         | Rio de Janeiro | 100 m hs | 4ª         | 12"63       | Miglior prestazione personale stagionale |
| 2019                                  | Mondiali                | Doha           | 100 m hs | Semifinale | 12"95       |                                          |
| 2021                                  | Europei indoor          | Toruń          | 60 m hs  | Argento    | 7"89        | Miglior prestazione personale            |
| 2021                                  | Giochi olimpici         | Tokyo          | 100 m hs | Semifinale | 12"76       |                                          |
| 2022                                  | Mondiali                | Eugene         | 100 m hs | 5ª         | 12"38       | w                                        |
| 2022                                  | Europei                 | Monaco         | 100 m hs | 8ª         | 13"16       |                                          |
| 2023                                  | Mondiali                | Budapest       | 100 m hs | Semifinale | 12"97       |                                          |
| 2024                                  | Mondiali indoor         | Glasgow        | 60 m hs  | 7ª         | 7"92        |                                          |
| 2024                                  | Europei                 | Roma           | 100 m hs | 4ª         | 12"56       | Miglior prestazione personale stagionale |
| 2024                                  | Giochi olimpici         | Parigi         | 100 m hs | Semifinale | dnf         |                                          |
| In rappresentanza dell' Inghilterra   |                         |                |          |            |             |                                          |
| 2022                                  | Giochi del Commonwealth | Birmingham     | 100 m hs | Bronzo     | 12"59       |                                          |